# Alain Grange

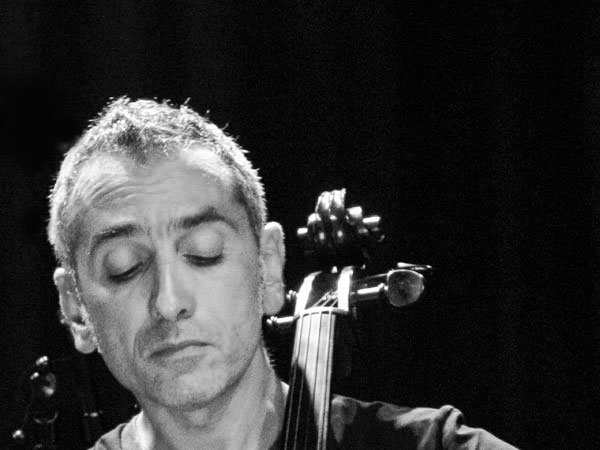
Alain Grange
Aarhus Jazz Festival 2011
Foto Hreinn Gudlaugsson

Alain Grange ist ein französischer Studio- und Jazzcellist.

## Leben
Grange arbeitete seit Ende der 1980er-Jahre u. a. im Bereich des Tanzes, Theater und der Popmusik, mit Abed Azrié (Suerte Live in Berlin), Lambert Wilson und in den Jazz-Formationen Sound of Choice (Album Invisible Correspondance 2003, u. a. mit Fredrik Lundin und Hasse Poulsen), im Orchestre National de Jazz (Sequences, 1999) und 7 WHEELS (u. a. mit Bruno Chevillon). Im Bereich des Jazz war er zwischen 1997 und 2009 an zehn Aufnahmesessions beteiligt, u. a. mit Riccardo Del Fra (Pour Rire! 1997),  Andreas Willers (Montauk, 2005, mit Dominique Pifarély) und Regis Huby, außerhalb des Jazz auch bei Julia Migenes, Paddy Kelly, Jean-Claude Asselin und Édouard Ferlet. Unter eigenem Namen spielte er 2004 das Album Phrasen ein, an dem Joachim Kühn mitwirkte. Grange unterrichtet Jazz und Cello in der Musikschule Jazz à Tours.